# Wu Wen-chien
Wu Wen-chien (chinesisch 吳 文騫, Pinyin Wú Wénqiān; * 9. Juni 1977) ist ein ehemaliger taiwanischer Leichtathlet, der im Langstrecken- und Hindernislauf an den Start geht.

## Sportliche Laufbahn
Erste Erfahrungen bei internationalen Meisterschaften sammelte Wu Wen-chien im Jahr 1998, als er bei den Asienmeisterschaften in Fukuoka in 9:25,81 min den achten Platz über 3000 m Hindernis belegte. 2000 gelangte er bei den Asienmeisterschaften in Jakarta nach 8:56,74 min auf Rang sechs im Hindernislauf und erreichte nach 14:12,26 min Rang vier im 5000-Meter-Lauf. 2001 nahm er an den Ostasienspielen in Osaka teil und gewann dort in 14:10,50 min die Bronzemedaille über 5000 m hinter den Japanern Toshinari Takaoka und Tomohiro Seto und auch im Hindernislauf sicherte er sich mit 8:44,15 min hinter den Japanern Yasunori Uchitomi und Wataru Izumi die Bronzemedaille. Anschließend startete er bei der Sommer-Universiade in Peking und klassierte sich dort mit 8:40,25 min auf dem achten Platz im Hindernislauf und wurde über die Halbmarathondistanz nach 1:07:24 h Elfter. 2002 erreichte er bei den Asienmeisterschaften in Colombo mit 14:25,16 min bzw. 8:52,4 min jeweils den fünften Platz über 5000 m und über die Hindernisse und anschließend nahm er an den Asienspielen im südkoreanischen Busan teil und belegte dort in 8:34,76 min den vierten Platz im Hindernislauf und erreichte nach 13:54,42 min Rang sechs über 5000 m. Ende November siegte er dann in 2:23:09 h beim Hualin Marathon. 2003 schied er bei den Hallenweltmeisterschaften in Birmingham mit 8:14,61 min in der Vorrunde im 3000-Meter-Lauf aus und bei den Studentenweltspielen in Daegu erreichte er nach 1:07:04 h Rang 13 im Halbmarathon. Anschließend gewann er bei den Asienmeisterschaften in Manila in 8:55,38 min die Silbermedaille im Hindernislauf hinter dem Katari Khamis Abdullah Saifeldin und im Dezember siegte er in 2:22:40 h beim Taipeh-Marathon. 2004 gewann er bei den erstmals ausgetragenen Hallenasienmeisterschaften in Teheran in 8:24,39 min die Silbermedaille über 3000 m hinter dem Bahrainer Leonard Mucheru Maina. Mit einem siebten Platz beim Beppu-Ōita-Marathon qualifizierte sich Wu im Marathonlauf für die Olympischen Spiele in Athen, bei dem er nach 2:23:54 h auf den 56. Platz einlief.
2005 siegte er in 1:07:26 h beim Halbmarathon in Verona und gewann bei den Asienmeisterschaften in Incheon in 14:43,43 min die Bronzemedaille über 5000 m hinter den Katari James Kwalia und Daham Najim Bashir und auch über 3000 m Hindernis sicherte er sich in 8:42,96 min die Bronzemedaille hinter den Katari Musa Amer Obaid und Moustafa Ahmed Shebto. Daraufhin nahm er erneut an den Ostasienspielen in Macau teil und gewann dort in 8:50,41 min die Bronzemedaille im Hindernislauf hinter den Japanern Yoshitaka Iwamizu und Yasunori Uchitomi und belegte in 14:35,13 min den vierten Platz über 5000 m. Im Jahr darauf wurde er in 1:09:18 h Dritter beim Halbmarathon in Verona und gelangte im Dezember bei den Asienspielen in Doha nach 9:12,31 min auf den achten Platz über 3000 m Hindernis. 2008 wurde er nach einem zehnten Platz beim Xiamen-Marathon für seinen zweiten olympischen Marathon bei den Spielen in Peking nominiert, bei dem er in 2:26:55 h den 59. Platz belegte. Zum Jahresabschluss wurde er in 2:17:24 h Fünfter beim Taipei International Marathon. 
2009 wurde er nach 2:31:54 h Zweiter beim Kinmen-Marathon und gewann dann im Dezember in 9:04,48 min die Bronzemedaille im Hindernislauf bei den Ostasienspielen in Hongkong hinter dem Chinesen Sun Wenli und Takayuki Matsuura aus Japan. Zudem belegte er in 14:32,24 min den vierten Platz im 5000-Meter-Lauf. Im Jahr darauf siegte er in 1:07:26 h beim Tainan-Halbmarathon und wurde beim Kaohsiung-Marathon nach 2:30:53 h Zweiter. Ende November nahm er erneut an den Asienspielen in Guangzhou teil und klassierte sich dort mit 9:00,80 min auf dem siebten Platz im Hindernislauf und erreichte mit 30:07,87 min Rang zehn im 10.000-Meter-Lauf. 2011 siegte er in 1:0:14 h erneut beim Kinmen-Halbmarathon und beendete dann im Oktober in Changhua seine aktive sportliche Karriere im Alter von 34 Jahren.
In den Jahren 2002 und 2005 sowie 2006 und 2009 wurde Wu taiwanischer Meister über 3000 m Hindernis und 2005, 2006, 2009 und 2010 siegte er über 10.000 m. 2005 und 2006 siegte er zudem über 5000 m und 2010 triumphierte er auch im 3000-Meter-Lauf.

## Persönliche Bestzeiten
- 3000 Meter: 9:20,34 min, 15. Oktober 2010 in Miaoli
  - 3000 Meter (Halle): 8:14,61 min, 14. März 2003 in Birmingham (taiwanischer Rekord)
- 5000 Meter: 13:54,42 min, 10. Oktober 2002 in Busan (taiwanischer Rekord)
- 10.000 Meter: 29:33,50 min, 22. Mai 2008 in Peking
- Halbmarathon: 1:07:04 h, 30. August 2003 in Daegu
- Marathon: 2:16:05 h, 5. Januar 2008 in Xiamen
- 3000 m Hindernis: 8:34,76 min, 9. Oktober 2002 in Busan (taiwanischer Rekord)